# Горни Столив
Горни Столив (на сръбски: Горњи Столив) е село в Черна гора, разположено в община Котор. Населението му според преброяването през 2011 г. е 4 души.

## Население
Численост на населението според преброяванията през годините:
- 1948 – 49 души
- 1953 – 42 души
- 1961 – 64 души
- 1971 – 38 души
- 1981 – 20 души
- 1991 – 19 души
- 2003 – 10 души
- 2011 – 4 души